# Don't Drink the Water (película de 1994)
Don't Drink the Water (Los USA en zona rusa en España) es una película de comedia para televisión escrita, dirigida y protagonizada por Woody Allen, basada en una obra de teatro estrenada en Broadway en 1966. 
Se trata de la segunda cinta que Allen escribe para televisión y como protagonista. 
La película tiene su base en un libreto teatral con el mismo título, escrito por el propio Allen en 1966, que  fue un éxito de Broadway. En 1969, Howard Morris realizó una primera adaptación al cine la obra teatral, protagonizada por Jackie Gleason y Estelle Parsons.

## Argumento
La historia se centra en una familia estadounidense que durante una visita turística en un país detrás del Telón de Acero, se refugia en la embajada de su país, acusados de espionaje.

## Reparto
- Woody Allen como Walter Hollander
- Michael J. Fox como Axel Magee
- Mayim Bialik como Susan Hollander
- Dom DeLuise como el padre Drobney
- Julie Kavner como Marion Hollander
- Josef Sommer como el embajador Magee
- Edward Herrmann como el señor Kilroy
- Robert Stanton como el señor Burns
- Rosemary Murphy como la señorita Pritchard
- Austin Pendleton como el jefe Oscar
- Vit Horejs como Krojak

## Recepción
La cinta obtuvo una recepción de 44% en el sitio especializado Rotten Tomatoes, en 2016 los críticos de cine Robbie Collin y Tim Robey la clasificaron como una de las peores de la filmografía de Woody Allen.